# 亞斯她錄

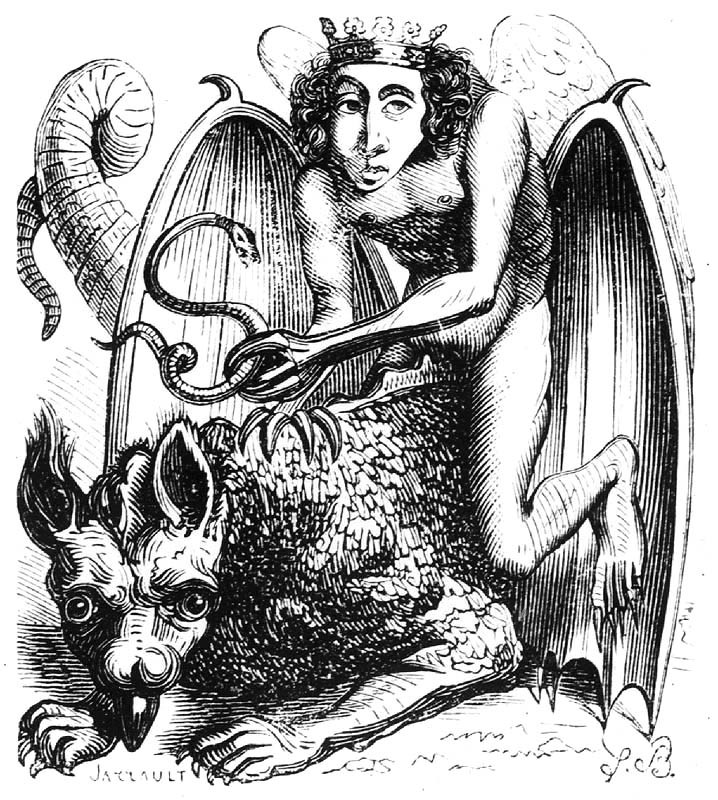
《地獄辭典》的亞斯塔錄

《所羅門的小鑰匙》的亞斯塔祿標記

亞斯她錄（英語：Astaroth），也譯作亞斯塔祿、亞絲塔露蒂或是亞舍拉，人稱「天后」，巴力之妻，本為古代腓尼基（西頓，今黎巴嫩）人所崇拜之一女神阿斯塔蒂（列王記上11:33）或為司月及金星之神，其崇奉之儀式極端淫邪敗德 （耶7：18、44：15-30），另一個是由古巴比倫王國豐饒女神伊絲塔的傳說與解釋中發端成形的一名惡魔。後為所羅門七十二柱魔神中排第29位的魔神，別名「阿斯塔特」（Ashtart）、「亞斯塔特」（Ashtarte）等。位阶公爵，统帅40个军团。  曾被認為與希臘的阿芙蘿黛蒂及埃及的亞斯托勒相近。本來是異教女神的阿斯塔特。 亞斯塔錄墮落原因可能是來自迦南，因為伊絲塔（或是伊南娜）女神在巴比倫甚至還有戰神的形象，神話中提及他是位嗜血的女神，已經有惡魔的形貌了。這個形像在傳入埃及的Ashtreth獅頭女戰神，可能之間融合了巴勒斯坦（或說埃塞俄比亞）另一名和伊絲塔名字相近的男戰神Ashtar，人稱“令人恐懼者”，也是個獅頭神。中世紀的大惡魔亞斯她錄可能就是從此脫穎而出。 相傳在“失樂園”中首次以墮落天使出現。
聖經中還有出現這位頭帶三日月冠，以牧牛頭為象徵的豐饒天后，先知耶利米稱他為“上天之后”。但墮落之後成了無性別的惡魔，相傳在《魔術書》中的亞斯塔錄被稱為“地獄大公”、“恐怖公”，是支配西方的惡魔，擁有四十個軍團的精靈。嘴角濡血，全身黑色並散出惡臭的毒氣，右手牽著一支地獄之龍。他的能力能夠自由在過去和未來之間來回，嘴邊掛著提倡自由的學說，其實是教導人們怠惰，因而從天使被打下地獄。相傳祂之前是一位熾天使，是第三批座天使的君主。
相傳英國的傳說也曾有提到過亞斯塔錄，訪問浮士德的地獄七君子之一，被敘述成短尾短腿白腹的惡魔。

## 與亚舍拉之間的關係
亚舍拉是迦南和叙利亚掌管生育繁殖的女神，也是希伯來聖經中提到的迦南地區的女神之一，父神埃爾的配偶，稱為天后，有70個兒子。在猶太人背叛神的時期，有叛教的人把耶和華代替了埃爾，成為了亞舍拉的配偶，把亞舍拉偶像放在耶和華的殿中隨祀。巴力”和“亞斯她錄”都是迦南人信奉的风雨之神和生育女神。迦南人迷信每届旱季之时，都是巴力死亡所引起。如要巴力复活，降下甘霖，就要到巴力庙去拜祭，并与庙中的祭司发生肉体关系，藉这些行动，刺激巴力降雨。

## 流行文化
- 在日本漫画《機動新世紀GUNDAM X》中為主要敵對方的歐魯巴·佛羅斯特所駕駛之鋼彈系機體的名字（Gundam Ashtaron）之由來。
- 在日本漫画《机动战士高達 铁血的孤兒 月鋼》中为艾路吉・米拉吉驾驶机体的名字，机体编号（ASW-G-29）亦对应其在七十二柱魔神之中的排名，所属方为長生幫。
- 在日本動漫《噬血狂襲》中為人工生命體，供眷獸寄宿的純淨人偶，眷獸為『薔薇的指尖Rododaktylos』。因為沒有吸血鬼的無限負之力，被眷獸逐漸吞噬自己的生命，第一卷末被古城吸血，眷獸被支配，實際上卻還是由亞絲塔露蒂操控。現被南宮那月所庇護，正接受長達3年的保護觀察處分，因而作為彩海學園的事務員而工作，因為那月個人的喜好，讓亞絲塔露蒂穿上女僕裝工作，除了事務員的工作之外，更成為那月的專屬女僕。成為那月的專屬女僕後，需要經常幫那月泡紅茶，因此現在泡紅茶的技巧非常好。被曉古城吸血得了維持生命而必須的魔力供給，經由魔力傳輸的路徑，在某種程度上能夠知道古城所在的位置，因此那月常利用亞絲塔露蒂的這種性質，交付命令給古城。為都市傳說「傳說的柵欄」的真身，夜間巡邏學園時把放在變電所的柵欄裏的情書都當失物然後交給收信者，等同扮演了愛情丘比特的角色。
- 在日本動漫《sin 七大罪》中為異端之罪：憂鬱的歌姬。
- 台灣輕小說《我與彼岸少女的煉愛交替》中出現，是個很喜歡角色扮演的惡魔，但是都是扮演SM。
- 漫畫《黑色五葉草》主角亞斯塔因為他自身完全沒有任何魔力。所以碰到反魔法的惡魔流入到他身體裡完全沒有衝突。再加上亞斯塔的意志力驚人。反而駕馭了反魔法惡魔的魔力。
- 電視遊戲《魔界村》系列中以Asutaroto寫法的名字登場，在截至現時為止四集（無印，大，超 極）作品中都曾以Boss角色的身份登場。
- 格鬥遊戲《劍魂》登場的邪教人造人。
- 在網頁遊戲《碧藍幻想》中做為共鬪(co-op)的最後一個敵人。
- 《永恆冒險》中的敵人角色。
- 轻小说《机巧少女不会受伤》中为华尔普吉斯皇家机巧学院校长爱德华·拉赛福的魔书雷蒙盖顿中的传说级人偶，拉赛福本人最常使用的就是亚斯她录。
- 在音樂遊戲《Lanota》中，由Team Grimoire製作的原創曲《Astaroth》作為主線第七章的最終魔王曲登場。
- 在遊戲《原神》中，《白夜國館藏》日月前事篇章中記載的時間之執政，其名為「伊斯塔露」，又被稱為「卡伊洛斯」。